# روبرتا سيرا
روبرتا سيرا (بالإيطالية: Roberta Serra)‏ هي متزحلقة إيطالية، ولدت في 24 أبريل 1970 في تشيزانا تورينيزي في إيطاليا.

## وصلات خارجية
- روبرتا سيرا على موقع الاتحاد الدولي للتزلج (التزلج على المنحدرات الثلجية) (الإنجليزية)
- روبرتا سيرا على موقع أوليمبيديا (الإنجليزية)